# Paul McGrath
Paul McGrath (* 4. prosinec 1959, Londýn) je bývalý irský fotbalista narozený na území Anglie irské matce a nigerijskému otci. Nastupoval většinou na postu středního obránce.
S irskou reprezentací se zúčastnil mistrovství Evropy roku 1988 a dvou světových šampionátů, v Itálii 1990 a v USA 1994. V národním mužstvu působil v letech 1985–1997 a odehrál 83 zápasů, v nichž vstřelil 8 branek.
S Manchesterem United získal dvakrát FA Cup (1982/83, 1984/85), s Aston Villou dvakrát Ligový pohár (1993/94, 1995/96).
Roku 1982 byl vyhlášen irským fotbalistou roku v anketě PFAI Players' Player of the Year, v letech 1990 a 1991 v anketě FAI Senior International Player of the Year a roku 1993 fotbalistou roku Anglie v anketě PFA.
Po celou svou kariéru čelil problémům s alkoholem. Pronásledovala ho rovněž zranění kolen.